# Милош Жутић
Милош Жутић (Београд, 16. новембар 1939 — Београд, 30. август 1993) био је српски и југословенски филмски, телевизијски и позоришни глумац.

## Биографија
Милош Жутић је рођен 16. новембра 1939. године у Београду. Његови родитељи су били дефектолози и радили су у Дому слепих у Земуну, где је Милош почео да похађа основну школу. После пресељења у Београд, наставља похађање основне школе у Београду. Након завршене основне школе, уписао је VI мушку гимназију у Београду, да би касније прешао у XIV гимназију, коју је и завршио.
Глумом је почео да се аматерски бави у ДАДОВ-у још у гимназијским данима за време похађања XIV гимназије. Завршио је Академију за позоришну уметност у Београду. Прве две године је био у класи проф. Огњенке Милићевић, 3. године је био у класи проф. Јосипа Кулунџића, а 4. године је био у класи проф. Мате Милошевића, код кога је и дипломирао.
У периоду од 1960. године до 1992. године остварио је 85 улога. Играо је у Народном позоришту у Београду, Југословенском драмском позоришту, Атељеу 212, Народном позоришту у Нишу, Народном позоришту у Сомбору, Звездара Театру, Београдском драмском позоришту, Студенском културном центру у Београду, Коларчевом народном универзитету у Београду, Позоришту на Теразијама у Београду, Центру за културу „Олга Петров“ Панчево, Дому омладине Београд и Драмском центру Нови Сад.
Са својим улогама је учествовао у многим позоришним смотрама као што су: Дубровачке летње игре у Дубровнику, Стеријино позорје у Новом Саду, Сусретима војвођанских позоришта у Суботици и Зрењанину, Слободарским позоришним свечаностима у Младеновцу, Данима комедије у Јагодини, Свечаностима „Љубиша Јовановић“ у Шапцу, Смотри „Јоаким Вујић“ у Крагујевцу и Фестивалу монодраме и пантомиме у Земуну.
Био је муж Светлане Бојковић и Огњанке Огњановић Жутић, обе глумице, и отац Катарине Жутић глумице, и сина Ђорђа.
Наступао је на филму, радију, телевизији и у позоришту. Поред запажених улога, остао је упамћен као „наратор“ у многим филмовима и серијама.
Преминуо је после дуге и тешке болести, 30. августа 1993. године, у Београду. Сахрањен је у Алеји заслужних грађана на Новом гробљу у Београду.

## Награда Милош Жутић
Од 1994. године додељује се „Награда Милош Жутић“ за најбоље глумачко остварење у протеклој позоришној сезони.

## Улоге
|                   | 1960▼ | 1970▼ | 1980▼ | 1990▼ | Укупно |
| ----------------- | ----- | ----- | ----- | ----- | ------ |
| Дугометражни филм | 6     | 4     | 15    | 0     | 25     |
| ТВ филм           | 7     | 20    | 17    | 2     | 46     |
| ТВ серија         | 2     | 8     | 11    | 2     | 23     |
| ТВ мини серија    | 0     | 2     | 3     | 1     | 6      |
| ТВ кратки филм    | 1     | 3     | 1     | 0     | 5      |
| Кратки филм       | 1     | 0     | 0     | 0     | 1      |
| Укупно            | 17    | 37    | 47    | 5     | 106    |

| Год.    | Назив                                        | Улога                       |
| ------- | -------------------------------------------- | --------------------------- |
| 1960-е▲ |                                              |                             |
| 1960.   | Љубав и мода                                 | Јова                        |
| 1961.   | Двоје                                        | Дејан                       |
| 1962.   | Медаљон са три срца                          |                             |
| 1962.   | Школско позориште на Варош капији            |                             |
| 1964.   | Реквијем за похабане ствари                  |                             |
| 1964.   | Издајник                                     |                             |
| 1964.   | Право стање ствари                           |                             |
| 1965.   | Срећан пут чико                              |                             |
| 1967.   | Дежурна улица                                | Инжењер Марић               |
| 1968.   | Бекство                                      | Крапиљин ордонанс           |
| 1968.   | Швабица                                      |                             |
| 1968.   | Сајам на свој начин                          |                             |
| 1968.   | Можда спава                                  |                             |
| 1968.   | Максим нашег доба                            |                             |
| 1969.   | На дан пожара (ТВ)                           | Асистент Петровић           |
| 1969.   | Дошљаци (ТВ)                                 |                             |
| 1969.   | Необавезно (Документарни филм)               |                             |
| 1970-е▲ |                                              |                             |
| 1970.   | Пророк                                       |                             |
| 1970.   | Србија на Истоку                             |                             |
| 1970.   | Случај Опенхајмер (ТВ)                       | Ајнс Беки                   |
| 1971.   | Суђење Флоберу (ТВ)                          |                             |
| 1971.   | Халелуја (ТВ)                                |                             |
| 1972.   | Пораз (ТВ филм)                              |                             |
| 1972.   | Село без сељака (серија)                     |                             |
| 1973.   | Суђење Бертолду Брехту                       |                             |
| 1973.   | Камионџије (серија)                          | Лекар                       |
| 1973.   | Паја и Јаре                                  | Лекар                       |
| 1974.   | Брак, свеска прва                            |                             |
| 1974.   | Једног лепог, лепог дана                     |                             |
| 1974.   | Позориште у кући 2 (ТВ серија)               | Др. Главатић                |
| 1974.   | Димитрије Туцовић (ТВ серија)                | Владимир Илич Лењин         |
| 1975.   | Сведоци оптужбе                              |                             |
| 1975.   | Андерсонвил — Логор смрти                    |                             |
| 1975.   | Позориште у кући                             |                             |
| 1975.   | Награда године                               |                             |
| 1975.   | Живот је леп (серија)                        | Судија за прекршаје         |
| 1976.   | Танкосић и Павловић                          | Митар Танкосић, инжењер     |
| 1976.   | На путу издаје (серија)                      | Танасије Динић              |
| 1976.   | Кухиња (ТВ)                                  | Макс                        |
| 1976.   | Грлом у јагоде (серија)                      | Др. Ђорић                   |
| 1977.   | Кућна терапија                               |                             |
| 1977.   | Анчика Думас (ТВ)                            | Павле Думас                 |
| 1977.   | 67. састанак Скупштине Кнежевине Србије (ТВ) | Милан А. Симић              |
| 1977.   | Црни дани (серија)                           |                             |
| 1977.   | Под истрагом (ТВ)                            | Жика „Мисисипи”             |
| 1977.   | Више од игре (серија)                        | Др. Душко Настић / ...      |
| 1977.   | Хајка                                        | Вуле                        |
| 1978.   | Ћутање професора Мартића                     | Професор Мартић             |
| 1978.   | Повратак отписаних (ТВ серија)               | Јован-Ханс                  |
| 1979.   | Прва српска железница (ТВ)                   | Чедомиљ Мијатовић           |
| 1979.   | Вечера за Милицу                             | Професор                    |
| 1979.   | Слом (серија)                                | Александар Цинцар Марковић  |
| 1979.   | Господин Димковић                            | Начелник културе Стојовић   |
| 1979.   | Трофеј                                       |                             |
| 1979.   | Слушај ти блесане мој                        |                             |
| 1979.   | Усијање                                      |                             |
| 1980-е▲ |                                              |                             |
| 1980.   | Петријин венац                               | Инг. Марковић               |
| 1980.   | Дувански пут (серија)                        |                             |
| 1980.   | Бисери од песама (ТВ кратки)                 |                             |
| 1980.   | Снови, живот, смрт Филипа Филиповића         | Говорник на гробљу          |
| 1981.   | Кир Јања                                     | Кир Јања                    |
| 1981.   |                                              |                             |
| 1981.   | На рубу памети (ТВ)                          |                             |
| 1981.   | Нека друга жена                              | Др. Корда                   |
| 1981.   | Песничке ведрине (серија)                    |                             |
| 1981.   | Светозар Марковић (серија)                   |                             |
| 1981.   | Писма немачком пријатељу (ТВ)                | Албер Ками                  |
| 1982.   | Идемо даље                                   | Наратор                     |
| 1982.   | Шпанац                                       | Александар Цинцар Марковић  |
| 1982.   | Бандисти                                     | Књаз Милош Обреновић        |
| 1982.   | Стеница (ТВ)                                 |                             |
| 1982.   | Савамала                                     | Директор шећеране Арса      |
| 1982.   | Кројачи џинса                                | Живадин „Кербер”            |
| 1983.   | Учитељ (ТВ серија)                           | Приповедач                  |
| 1983.   | Дани Авној—а (ТВ серија)                     |                             |
| 1984.   | Опасни траг                                  | Управник мотела             |
| 1984.   | Проклета авлија (ТВ)                         | Човек са наочарима          |
| 1984.   | Луде године, 6 део                           | Директор музичке школе      |
| 1984.   | Бањица                                       | Танасије Динић              |
| 1985.   | Држање за ваздух                             | Наратор                     |
| 1985.   | Судбина уметника — Ђура Јакшић (ТВ)          | Судија                      |
| 1985.   | Двоструки удар                               | Виктор Томински 'Кент'      |
| 1985.   | Црвена барака                                |                             |
| 1985.   | Ћао инспекторе                               | Начелник                    |
| 1985.   | Брисани простор (серија)                     | Сал                         |
| 1986.   | Смешне и друге приче (ТВ серија)             | Политичар                   |
| 1986.   | Малбашић (ТВ)                                | Малбашићев друг из рата     |
| 1986.   | Неозбиљни Бранислав Нушић (ТВ)               | Јован Скерлић               |
| 1986.   | Бал на води                                  | Кица                        |
| 1986.   | Путујуће позориште Шопаловић (ТВ)            | Василије Шопаловић          |
| 1986.   | Родољупци (ТВ)                               | Шербулић                    |
| 1986.   | Протестни албум                              | психијатар Голуб            |
| 1986.   | Штрајк у ткаоници ћилима                     |                             |
| 1987.   | Иванов (ТВ)                                  | Лебедев                     |
| 1987.   | Увек спремне жене                            | Адвокат Александар          |
| 1987.   | Бољи живот (серија)                          | Светислав Барон             |
| 1988.   | Заборављени                                  | Судија                      |
| 1988.   | Роман о Лондону (мини-серија)                | Наратор                     |
| 1988.   | Вук Караџић (серија)                         | Јован Хаџић                 |
| 1989.   | Бој на Косову                                | Кнез Лазар                  |
| 1989.   | Балкан експрес 2 (серија)                    | Мај. Јоханес Дерлинг        |
| 1990-е▲ |                                              |                             |
| 1990.   | Заборављени (серија)                         | Судија                      |
| 1990.   | Гала корисница: Атеље 212 кроз векове        |                             |
| 1990.   | Покојник (ТВ)                                | Спасоје Благојевић          |
| 1992.   | Театар у Срба (серија)                       | Гаврил Стефановић Венцловић |
| 1992.   | Играч на жици — Радомир Стевић Рас           | Лично                       |

## Награде
- 1974. Октобарска награда града Београда,
- 1975. Награда за глуму Стеријино позорје,
- 1982. Награда за глуму Сусрети војвођанских позоришта,
- 1983. Статуета Слободе Слободарске позоришне свечаности Младеновац,
- 1986. Статуета Ћуран за најбоља глумачка остварења — Дани комедије у Јагодини,
- 1987. Златна колајна Фестивал монодраме и пантомиме у Земуну,
- 1987. Статуета „Јоаким Вујић“ за животно дело Театар Јоаким Вујић Крагујевац,
- 1988. Златна медаља "Љубиша Јовановић“ Свечаности „Љубиша Јовановић“ Шабац,
- 1988. Награда СИЗ-а културе Београда и
- 1988. Вукова награда КПЗ Србије.

## Видите још
- Факултет драмских уметности у Београду
- Атеље 212
- Награда Милош Жутић
- Народно позориште у Београду
- Југословенско драмско позориште
- Атеље 212
- Народно позориште у Нишу
- Звездара театар
- Београдско драмско позориште
- Коларчев народни универзитет
- Позориште на Теразијама
- Дом омладине Београда